# 大德里 (旗山區)
大德里為高雄市旗山區屬下的行政區劃。根據截至2025年4月（民國114年4月）的統計，該里有18鄰，1128戶，2626人。

## 歷史
日治初期保甲編制與太平里編定為蕃薯寮街第一保，1920年旗山街成立，1925年改編為旗山街第一保。1945年中華民國接收台灣後，命名為「大德里」。

## 外部連結
- 高雄市旗山區公所里政專區 （页面存档备份，存于）